# 제11회 유럽 영화상
제11회 유럽 영화상의 시상식에 관한 내용이다.

## 수상 및 후보

### 유러피안 작품상
- 인생은 아름다워 - 로베르토 베니니 수상

### 유러피안 여우주연상
- 천사들이 꿈꾸는 세상 - 엘로디 부셰즈 수상
- 천사들이 꿈꾸는 세상 - 나타샤 레그니어 수상

### 유러피안 남우주연상
- 인생은 아름다워 - 로베르토 베니니 수상

### 유러피안 각본상
- 슬라이딩 도어즈 - 피터 호윗 수상

### 유러피안 촬영상
- 푸줏간 소년 - 애드리언 비들 수상

### 유럽영화아카데미 평생공로상
- 제레미 아이언스 수상

### 유럽영화아카데미 비평상
- 화약고 - 고란 파스칼레비치 수상

### 유럽영화아카데미 신인상
- 셀레브레이션 - 토마스 빈터베르그 수상
- 천사들이 꿈꾸는 세상 - 에릭 종카 수상

### 유럽영화아카데미 다큐멘터리상
- Claudio Pazienza 수상

### 유럽영화아카데미 비유럽 영화상
- 트루먼 쇼 - 피터 위어 수상

### 베스트 유러피안 감독상
- 고질라 - 롤랜드 에머리히 수상

### 베스트 유러피안 남우주연상
- 마스크 오브 조로 - 안토니오 반데라스 수상

### 베스트 유러피안 여우주연상
- 타이타닉 - 케이트 윈슬렛 수상

### 유러피안 월드 시네마상
- 아미스타드 - 스텔란 스카스가드 수상

### 유럽영화아카데미 단편영화-UI
- 언젠가 - 마리 파코 수상